# 细胞因子
又稱細胞激素、細胞介素、細胞活素、細胞素，是一组蛋白质及多肽，在生物中用作信号蛋白。这些类似激素或神经递质的蛋白用作细胞间沟通的信号。细胞因子多是水溶性蛋白和糖蛋白，分子量小（8-30千道耳顿）。
细胞因子可以由多种细胞释放，尤其重要的是在先天性免疫反应和适应性免疫反应。由于其免疫系统中的作用，细胞因子参与免疫性疾病、炎症及传染性疾病。不过，并非所有的功能仅限于免疫系统，细胞因子还涉及多个胚胎發育环节。
细胞因子是由多种细胞类型（如造血性和非造血细胞）产生。并能对邻近细胞或整个机体有作用。这些效应强烈依赖于其他化学因子和细胞因子的存在。

## 命名
根据其假定功能，来源细胞或靶细胞，细胞因子曾被命名为淋巴因子、白细胞介素和趋化因子。因为细胞因子的特点是相当冗余性和多效性，这些区分已经过时。
- 白细胞介素一词最初使用是因为有些研究者推定其主要靶细胞是白细胞。现主要用于命名新的细胞分子，与其可能的功能没有太大的关系。
- 趋化因子是指可以介导细胞趋化的细胞因子。值得注意是，白细胞介素-8（Interleukin-8，IL-8）是唯一被命名为白细胞介素的趋化因子。

## 作用
每个细胞因子与其特异的细胞表面受体结合，由此引起的细胞内信号传递而改变细胞功能。这可能包括上调或下调几个基因的转录及其转录因子。从而导致细胞内其它细胞因子的生产、细胞表面受体分子的增加，或通过反馈抑制而抑制其自身的作用。
对于某一特定细胞的某一特定细胞因子，其作用取决于细胞外浓度，相应的细胞表面受体的多少，以及配体－受体结合活化后的下游信号。而后两种因素可因细胞类型而异。有趣的是，细胞因子的特点是相当的「过剩」，许多细胞因子似乎有着相似的功能。
细胞因子的功能可以被归纳为：
- 自分泌：细胞因子作用於释放它的细胞當中。
- 旁分泌：细胞因子作用於相邻的细胞上。
- 内分泌：细胞因子扩散到远处的区域（通过血液或血浆）来影响不同组织。

## 分类
按结构分类
- 根据结构的同源性，可以将细胞因子分为四种类型：
  - 四α螺旋束家族：其三维结构有四束α螺旋。这个家族又分为三个亚家族：
    - 白细胞介素-2亚族。这一亚族成员最多。它还包括一些非免疫性的细胞因子如红细胞生成素和血小板生成素。
    - 干扰素亚族
    - 白细胞介素-10亚族

  - 白细胞介素-1家族：主要包括白细胞介素-1和白细胞介素-18。
  - 白细胞介素-17家族
  - 胱氨酸结类

按临床和实验功能可以把一些细胞因子分为：
- I型辅助T细胞（Th1）细胞因子，如干扰素伽玛。
- II型辅助T细胞（Th2）细胞因子，如白细胞介素-4，白细胞介素-13，白细胞介素10和转化生长因子β等。这两类细胞因子倾向于相互抑制。

## 参看
- 白细胞介素-10